# Максимівка (Вільнозапорізька сільська громада)
Макси́мівка — село в Україні, у Вільнозапорізькій сільській громаді Баштанського району Миколаївської області. Населення становить 241 особу. До 2018 року орган місцевого самоврядування — Новоюр'ївська сільська рада.